# Eurystomina assimilis
Eurystomina assimilis är en rundmaskart. Eurystomina assimilis ingår i släktet Eurystomina, och familjen Enchelidiidae. Arten är reproducerande i Sverige.